# Bellcaire d'Empordà
Bellcaire d'Empordà (em catalão e oficialmente) ou Bellcaire (em castelhano) é um município da Espanha na comarca de Baix Empordà, província de Girona, comunidade autónoma da Catalunha. Tem 8,5 km² de área e em 2021 tinha 699 habitantes (densidade: 82,2 hab./km²).

## Demografia
| Variação demográfica do município entre 1991 e 2004 | Variação demográfica do município entre 1991 e 2004 | Variação demográfica do município entre 1991 e 2004 | Variação demográfica do município entre 1991 e 2004 |
| --------------------------------------------------- | --------------------------------------------------- | --------------------------------------------------- | --------------------------------------------------- |
| 1991                                                | 1996                                                | 2001                                                | 2004                                                |
| 485                                                 | 487                                                 | 561                                                 | 645                                                 |